# Lucera
Lucera (AFI: /luˈʧɛra/, Luciörë in dialetto lucerino, Lucérë nel locale italiano regionale) è un comune italiano di 30 430 abitanti della provincia di Foggia in Puglia.
Posta nel Tavoliere delle Puglie alle falde dei monti della Daunia, Lucera è situata in una vasta zona agricola ed è inoltre un importante centro commerciale con industrie alimentari, meccaniche e dei materiali da costruzione.
In virtù della sua posizione geografica di rilevante interesse, la città fu storicamente contesa tra le varie popolazioni dominanti, a partire dall'epoca romana e per tutto il medioevo. Nota per la sua fortezza svevo-angioina e il suo anfiteatro augusteo, è sede vescovile almeno dal V secolo, oltre ad essere stata capoluogo della provincia di Capitanata e del contado di Molise dal 1584 al 1806.

## Geografia fisica

### Territorio

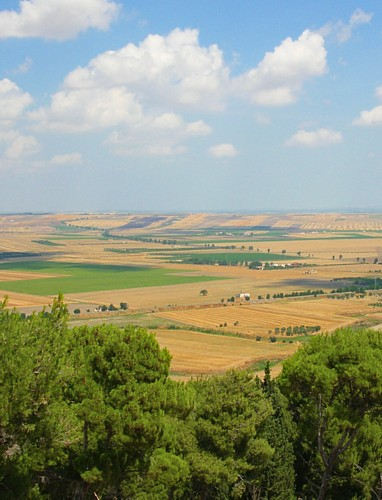
Il nord del Tavoliere delle Puglie visto da viale Castello a Lucera

Il territorio ha una superficie di 339,79 km² ed è distribuito su un'altitudine di 219 m s.l.m.
Secondo la classificazione sismica la città è in zona 2 (sismicità media), come stabilito dall'ordinanza PCM n. 3274 del 20 marzo 2003.

### Idrografia
Ai piedi dei colli cittadini scorrono i torrenti Salsola e Vulgano, entrambi confluenti nel Candelaro. Più a sud, alla confluenza tra i torrenti Lorenzo e Celone, è presente un invaso artificiale (realizzato nel 1990).

### Clima
La città è caratterizzata da un clima mediterraneo, con lunghe estati calde caratterizzate da forti escursioni termiche diurne ed inverni miti, anche se per la sua vicinanza ai Subappennini la temperatura scende anche a valori inferiori a 0 °C, temperatura esterna minima di progetto della città. I venti sono abbastanza frequenti e, seppure talvolta piuttosto forti, sono mediamente moderati.
La temperatura media annua si aggira attorno ai 15 °C e le precipitazioni si attestano ad un valore medio di 497 mm/anno. Sono rare, ma non mancano, le precipitazioni nevose.
Dal punto di vista legislativo il comune di Lucera ricade nella fascia climatica D in quanto i gradi giorno della città sono 1473, dunque il limite massimo consentito per l'accensione dei riscaldamenti è di 12 ore giornaliere dal 1º novembre al 15 aprile.

## Origini del nome
Il toponimo "Lucera" ha origini incerte, visti i molteplici nomi con cui il borgo è chiamato nelle fonti storiche.
L'appellativo della città potrebbe derivare dal nome della tribù serviana dei Luceres, anche se secondo alcuni sarebbe da ricondurre alla dea Lucina che fu venerata in città.
Un altro studio suffraga l'ipotesi che uno degli appellativi con cui la città era conosciuta nel Medioevo provenga dalle colline su cui poggia la città. Esse infatti erano coperte di un bosco, sacro agli dei; nel primitivo linguaggio etrusco “bosco sacro” era detto luk-eri (luk in latino è lucus, eri significa "sacer, sacro"). Dall'etrusco Lukeri si arriva così a Luceria. Tuttavia, non è da escludere che il nome Lucera derivi dal greco leuka eria che significa “lana bianca”, perché anche i poeti latini Orazio e Marziale lodarono Lucera per la rinomata lana delle sue greggi e per i suoi pascoli, così come non si può escludere che Lucera derivi dal praenomen Lucius di Dauno, re eponimo dei Dauni, o più genericamente dalla parola latina lucem (da lux che significa luce), alla quale anche le precedenti ipotesi sono comunque etimologicamente connesse.

## Storia

### Dal neolitico all'età dei Dauni
Le prime testimonianze di vita nell'area della città sono state individuate sul Colle Albano, dove sono state rinvenute tracce di alcuni villaggi neolitici del III millennio a.C.
Considerata un'antica città dei Dauni, così definita dal geografo greco Strabone (58 a.C.-24 d.C.) nella narrazione della leggenda secondo la quale Diomede, re d'Etolia, dopo la distruzione di Troia, fuggì verso l'Apulia e si stabilì presso Lucera, dove depose le armi e il Palladio nel tempio di Athena Iliàs. Tra i rinvenimenti di età daunia, si ricorda il carrello di Lucera, un gruppo di bronzetti con figure umane ed animali, oggi esposti quasi tutti presso l'Ashmolean Museum di Oxford.

### Dal periodo romano all'alto medioevo

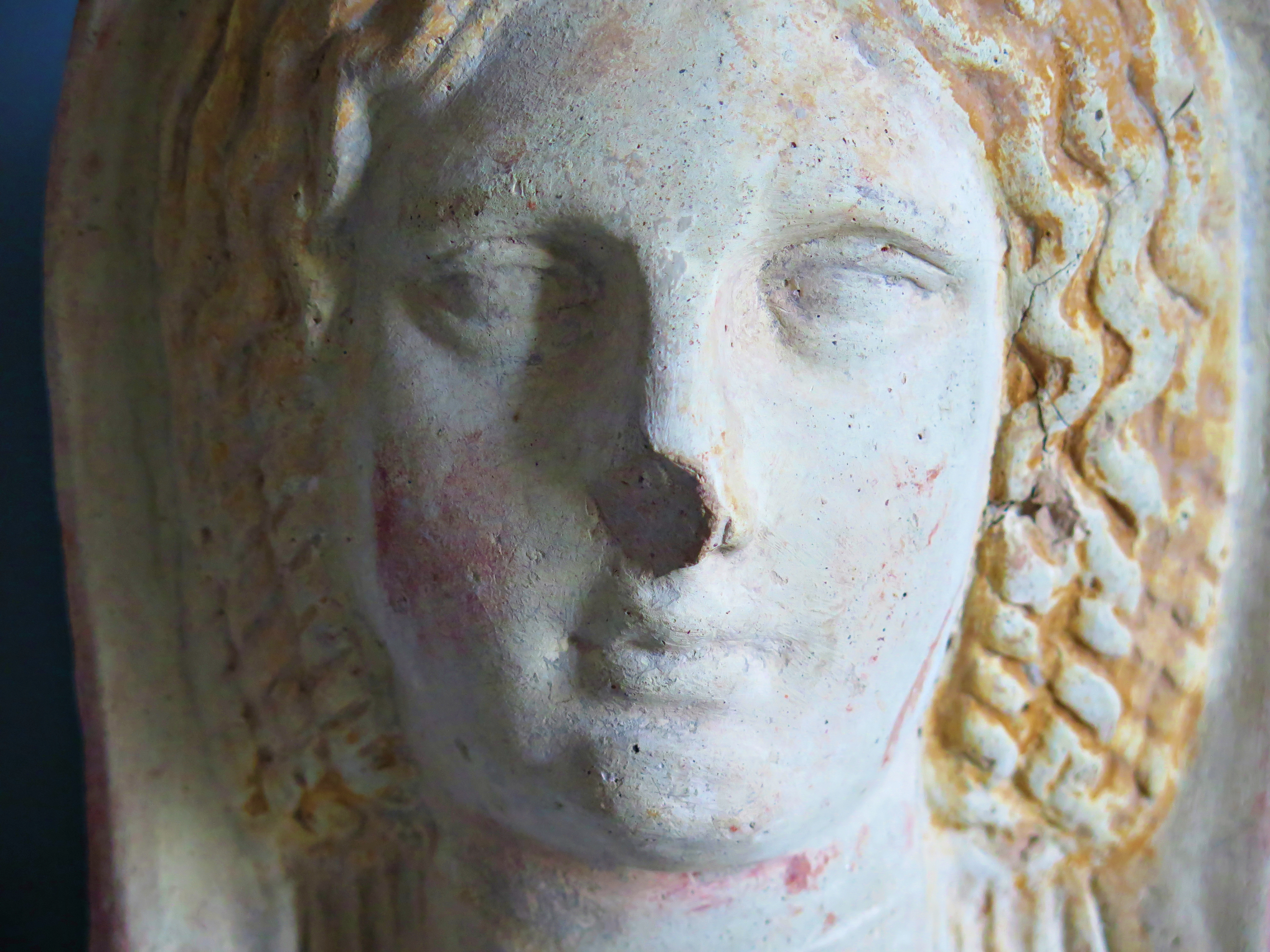
Testa votiva appartenente alla stipe votiva del Salvatore (metà III sec. a.C)

In età repubblicana venne contesa tra i Sanniti e i Romani. Questi ultimi, durante la seconda guerra sannitica (326-304 a.C.), nel tentativo di prestare soccorso a Luceria, subirono una grave sconfitta nella Battaglia delle Forche Caudine (321 a.C.) e furono costretti a passare sotto il giogo dei Sanniti, ma il console Lucio Papirio Cursore nel 320 a.C. mise sotto assedio la città e sconfisse i Sanniti, che dovettero arrendersi e passare sotto il giogo dei romani, ottenendo per questa vittoria il trionfo a Roma. Dopo che i consoli Petilio e Sulpicio sedarono una ribellione, nel 314 a.C. Luceria fu trasformata in colonia di diritto latino, ricevendone ampia autonomia, propri magistrati e diritto di conio; fu dedita al culto di Minerva come testimoniano i ritrovamenti della "stipe votiva" del Salvatore conservata presso il museo civico di archeologia urbana. Luceria restò al fianco di Roma nella guerra contro Pirro (280-275 a.C.) e nella seconda guerra punica contro Annibale (218-201 a.C.), e, durante guerra civile del 49 a.C., fu quartier generale delle truppe di Gneo Pompeo Magno, che vi risiedette per due settimane.

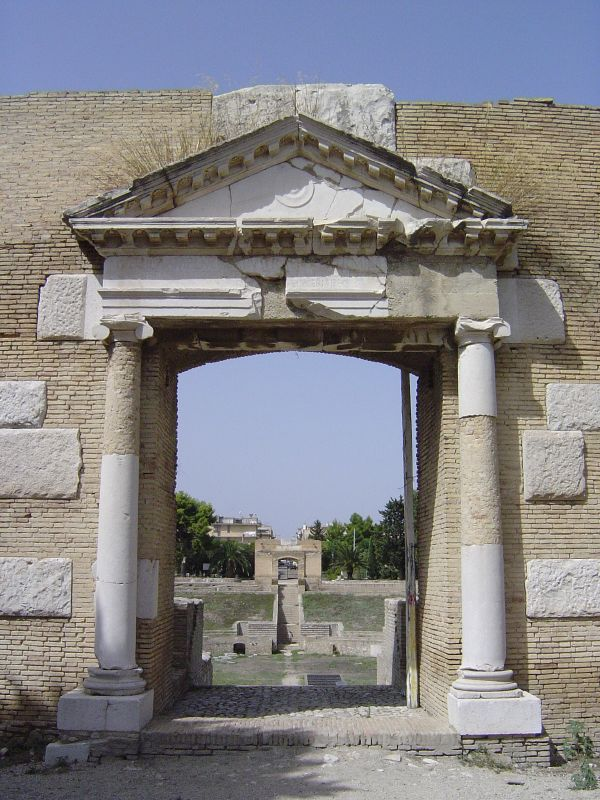
Portale Anfiteatro Romano

A partire dall'età imperiale, la città assunse un ruolo di primaria importanza nella Regio II Apulia et Calabria, con la sua monumentalizzazione e istituzioni di edifici pubblici, tra cui l'anfiteatro augusteo, edificato dal magistrato Marco Vecilio Campo in onore di Augusto. Si registra inoltre la fondazione di una delle prime comunità cristiane, organizzatasi in diocesi in età costantiniana, quando Costantino I concede a Luceria l'appellativo di Civitas Constantiniana. Al V secolo, è datato il nucleo paleocristiano di San Giusto, i cui mosaici pavimentali della chiesa A sono esposti presso ex convento del Santissimo Salvatore.
Quando l'Impero romano decadde, la contesa si spostò tra i longobardi e i bizantini. L'imperatore bizantino Costante II nel 663 prese la città e pare che venne quasi completamente distrutta. 

### L'età sveva e la colonia musulmana di Lūǧārah

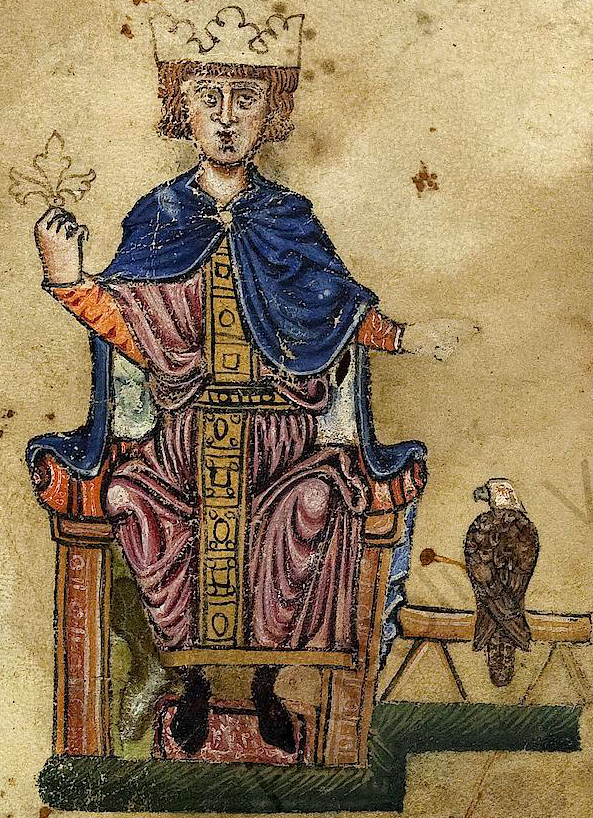
Federico II

Dopo la conquista normanna ebbe diversi feudatari ma giocò un ruolo marginale rispetto al passato. Questa situazione si capovolse all'avvento degli svevi, in particolare con l'imperatore Federico II, che decise di insediarvi i musulmani ribelli della Sicilia a partire dal 1223. La città assunse fattezze arabe, con una moschea, una scuola coranica, libertà di culto e commercio, e nel 1233 l'imperatore fece erigere il suo Palatium su colle Albano. La colonia islamica di Lūǧārah (o nella variante in arabo Lūshīra) restò fedele alla casata sveva, a cui forniva arcieri, ospitando anche Manfredi, Sultano di Lucera (durante il tradimento di Giovanni Moro, ucciso per aver cercato di mettere Luceria Sarracenorum nelle mani di papa Innocenzo IV), e aiutandolo a vincere contro le truppe papali presso Foggia, conquistando la città il 2 dicembre 1254. Nel 1255, papa Alessandro IV emise la bolla Pia Matris contro Manfredi e i Musulmani di Luceria, inneggiando ad una crociata contro di essi. I saraceni di Lūǧārah combatterono al fianco di Manfredi fino alla sua morte nella battaglia di Benevento del 1266, che segnò l'entrata in scena degli Angiò.

### Età angioina

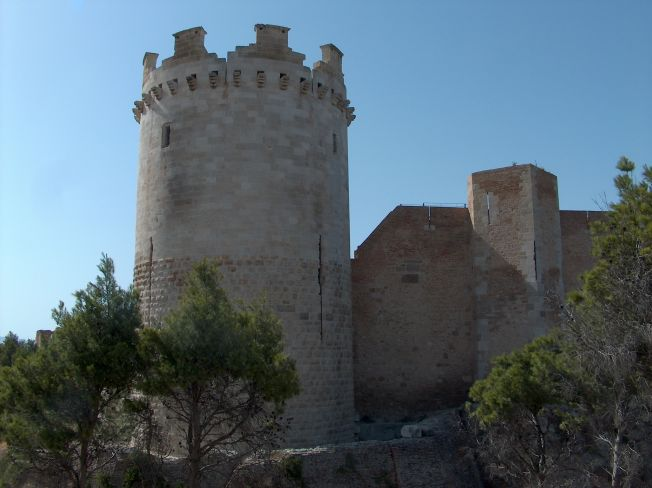
Fortezza Svevo-Angioina, Torre della Leonessa

Nel febbraio 1268 papa Clemente IV indisse una Crociata per debellare i musulmani, ma Lūǧārah rifiutò l'obbedienza a Carlo I d'Angiò e resistette al lungo assedio (con l'aiuto di Guglielmo de Parisio), anche dopo l'assassinio di Corradino, arrendendosi per fame il 27 agosto 1269; i saraceni furono privati della libertà di governarsi seguendo le leggi islamiche e furono gravati di un pesante tributo di guerra. Nei pressi del Palatium federiciano, l'angioino fece realizzare una maestosa fortezza, abitata da coloni cristiani provenienti dalla Provenza.

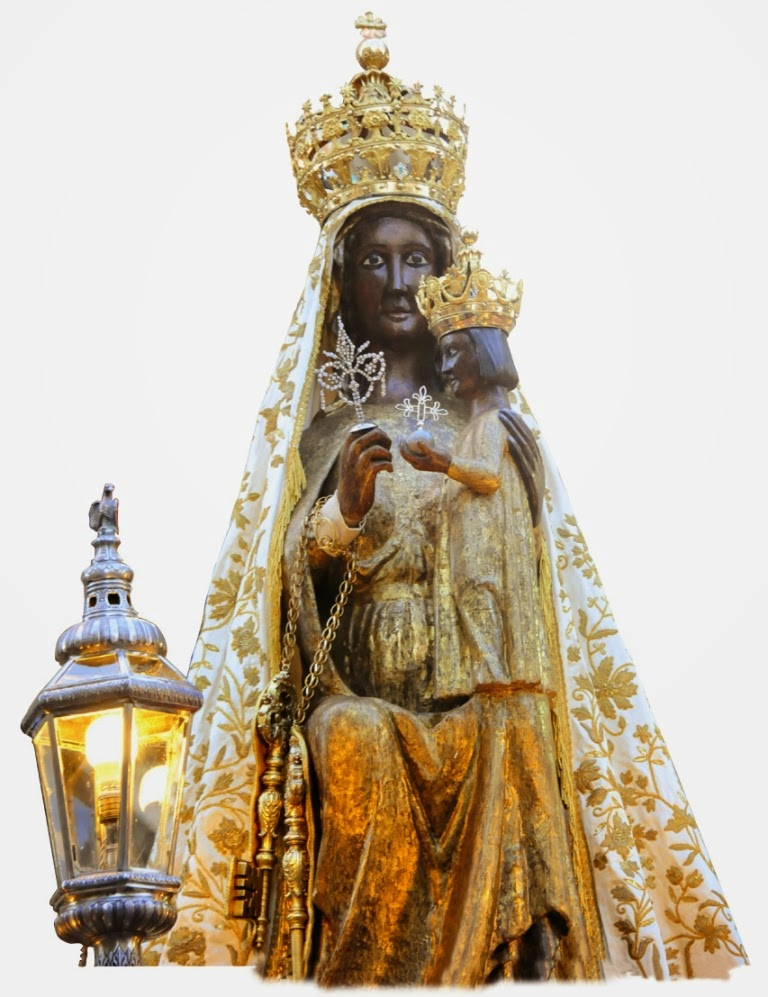
Icona di Santa Maria Patrona di Lucera

Carlo II d'Angiò, nell'anno del primo Giubileo (1300) indetto da papa Bonifacio VIII, decise di depopolare la città affidando l'incarico al miles Giovanni Pipino da Barletta, che dal 15 al 24 agosto perpetrò un eccidio dei saraceni, in parte massacrati e in parte venduti come schiavi o costretti a convertirsi al Cristianesimo. A seguito dell'abbattimento delle mura e della moschea, la città venne ripopolata con cristiani e rinominata Civitas Sanctae Mariae: vennero edificate le chiese, tra le quali la Cattedrale dell'Assunta e al suo interno fu collocata una statua mariana, invocata da allora col titolo di Santa Maria Patrona di Lucera. Il dominio angioino portò con sé anche la riformulazione del terraggio.

### Dal Quattrocento al Settecento
Sotto gli Aragonesi, nel Quattrocento per pochi decenni la città divenne sede della Regia dogana della mena delle pecore di Puglia ma, a partire dalla fine del secolo successivo, fu stabilmente sede della Regia Udienza, con a capo il preside (governatore) provinciale. 
Dall'inizio del Cinquecento, la città fu sotto il dominio spagnolo e il titolo di Civitas Sanctae Mariae fu sempre meno usato, sostituito dall'attuale nome di Lucera.
Nel 1642 il viceré spagnolo Ramiro Guzmán assegnò la città Lucera in feudo al conte Mattia Galasso, su ordine del re Filippo IV. La città subì quindi l'abolizione di tutti i privilegi conferitigli da Carlo II d'Angiò, fino al 20 dicembre 1691 quando fu dichiarata “città libera, in virtù del potente patrocinio di Santa Maria.”

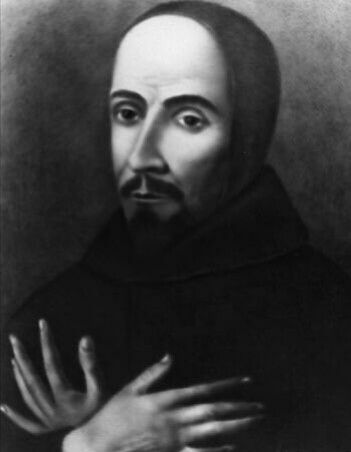
San Francesco Antonio Fasani

A cavallo fra il Seicento e il Settecento, Lucera fu anche al centro della vita di frate Francesco Antonio Fasani (1681-1742), chiamato Padre Maestro; fu gran predicatore e innamorato della Vergine Immacolata, amante dei poveri e dei sofferenti. A seguito dei danni provocati dal forte terremoto del 20 marzo 1731, fece restaurare la chiesa trecentesca di San Francesco, riconsacrata nel 1739. Canonizzato nel 1986 da papa Giovanni Paolo II, oggi è il compatrono della città.

### Ottocento

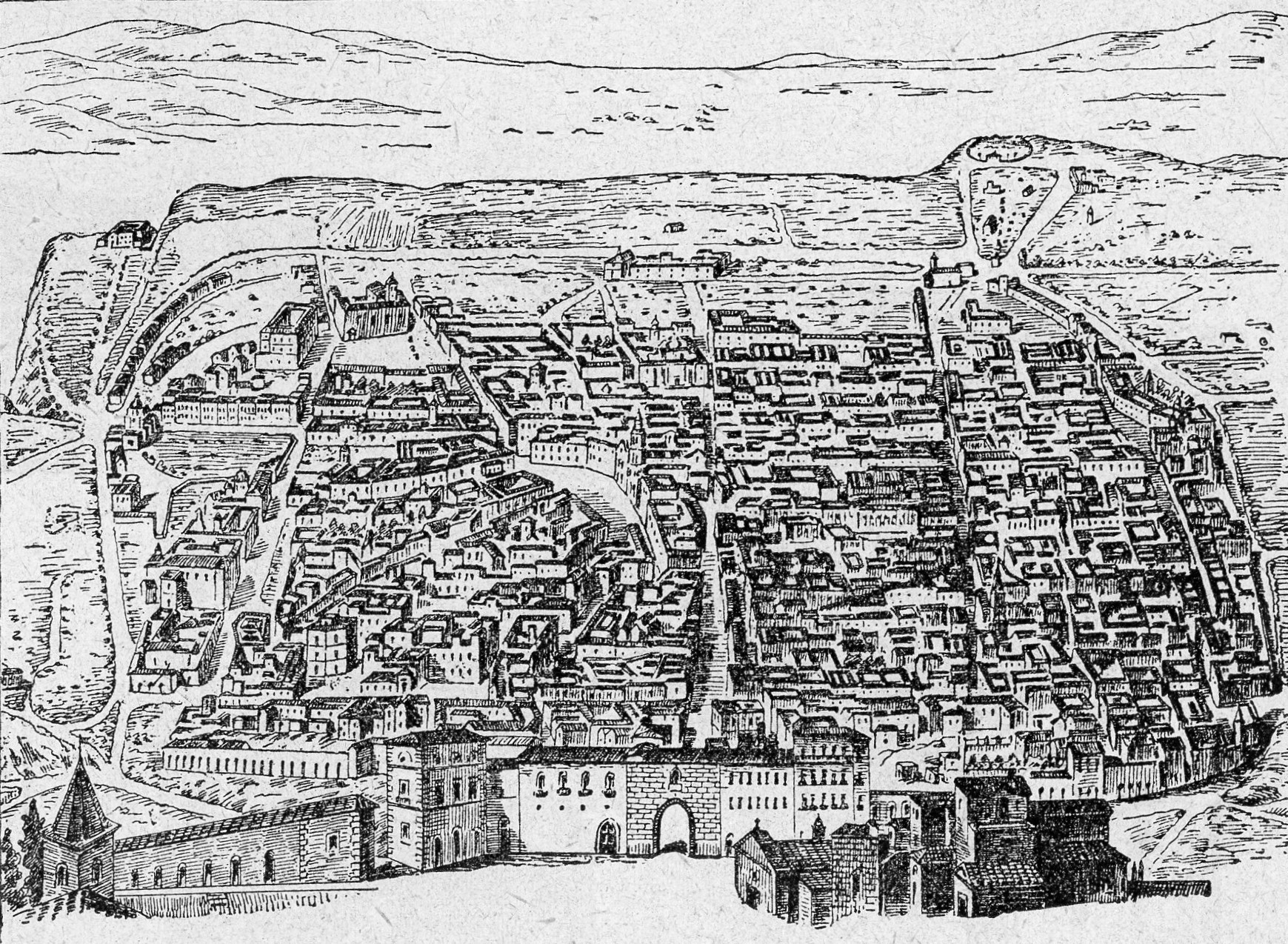
Panorama della città di Lucera (xilografia)

Sotto il dominio napoleonico Lucera iniziò a perdere la sua centralità amministrativa, superata dall'attuale capoluogo di provincia, Foggia. Perse infatti la titolarità di sede del capoluogo nel 1806.
Il 31 luglio 1887 venne inaugurata la stazione ferroviaria e la relativa tratta Lucera-Foggia.

### Novecento
Durante la Grande guerra Lucera perse 157 uomini e numerosi furono i mutilati; la città continuò ad impoverirsi e anche l'economia ebbe il suo tracollo.
Durante la seconda guerra mondiale, Lucera non fu mai bombardata e mai attaccata. Le migliaia di sfollati di Foggia e dei centri limitrofi trovarono riparo a Lucera nella chiesa di San Matteo e nei locali degli antichi conventi.
Lucera fiorì per le industrie molitorie e di laterizi. Vi fu un aumento delle colture ortofrutticole e di allevamenti di bestiame. Tutto ciò comportò la nascita di alcune banche locali, l'incremento demografico e la nascita di nuovi quartieri.
Nel 1967 la tratta ferroviaria Lucera-Foggia venne chiusa, in quanto il percorso era ormai obsoleto e necessitava di lavori di restauro, e solo il 14 luglio 2009, ha ripreso a funzionare. Tuttavia il progetto iniziale contemplava la realizzazione di un proseguimento della stessa linea verso Campobasso così da consentire i collegamenti con Roma.
Dopo secoli di attività, per decisione del Ministro della Giustizia Paola Severino, e della successiva Anna Maria Cancellieri, nonostante le proteste degli avvocati, della popolazione e dei sindaci del comprensorio di Lucera, il 14 settembre 2013 la Procura di Lucera viene chiusa e i documenti portati a Foggia. Il 31 agosto 2015 segna la data di chiusura definitiva del Tribunale.

### Simboli
Lo stemma, riconosciuto con D.C.G. del 6 settembre 1935, ha la seguente blasonatura:
Lo stemma viene fatto risalire all'età angioina: il leone rappresenterebbe re Carlo II di Napoli, che fondò la Civitas Sanctae Mariae.
Il gonfalone civico, anche questo concesso con il decreto del 1935, ha la seguente descrizione:

## Monumenti e luoghi d'interesse
Lucera conserva un centro storico, con significativi monumenti, per il quale ha ottenuto il riconoscimento regionale di città d'arte, confermato con determina della Regione Puglia il 13 dicembre 2017.

### Architetture religiose

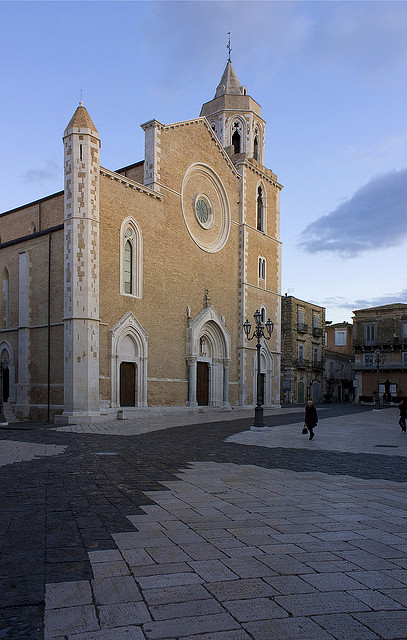
Duomo di Lucera

#### Basilica cattedrale di Santa Maria Assunta
Il duomo della città in stile gotico-angioino, costruito a partire dal 1302 e voluto da Carlo II d'Angiò dopo la depopolatio della colonia saracena. Al suo interno è venerata la statua trecentesca di Santa Maria Patrona di Lucera, il monumento funebre dei gemelli Mozzagrugno attribuito a Pietro Bernini, i resti del Beato Agostino Kazotic, un raffinato crocifisso di scuola renana e altre opere d'arte, inclusi altari e affreschi.

#### Basilica santuario di San Francesco Antonio Fasani

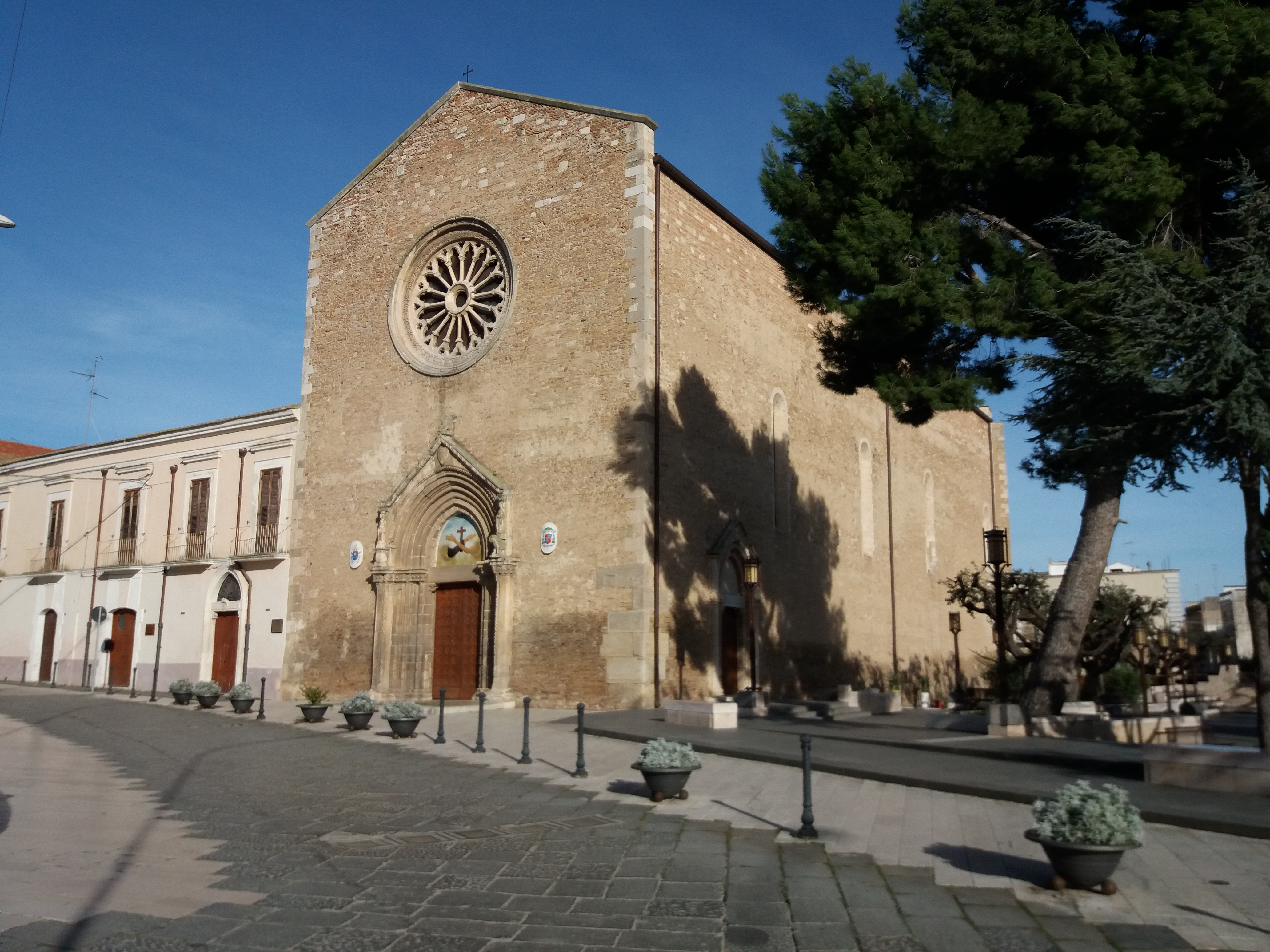
Santuario di San Francesco Antonio Fasani

Costruzione riconducibile al XIV secolo, considerata uno dei principali luoghi di culto cattolico della città nonché Monumento Testimone di una Cultura di Pace. Dedicata a San Francesco d'Assisi, oggi è Santuario di San Francesco Antonio Fasani, le cui reliquie sono conservate sotto l'altare maggiore.

#### Chiesa del Santissimo Salvatore
Costruita all'inizio del XV secolo ha annesso un convento oggi sede della Biblioteca e Pinacoteca Comunale.

### Architetture civili

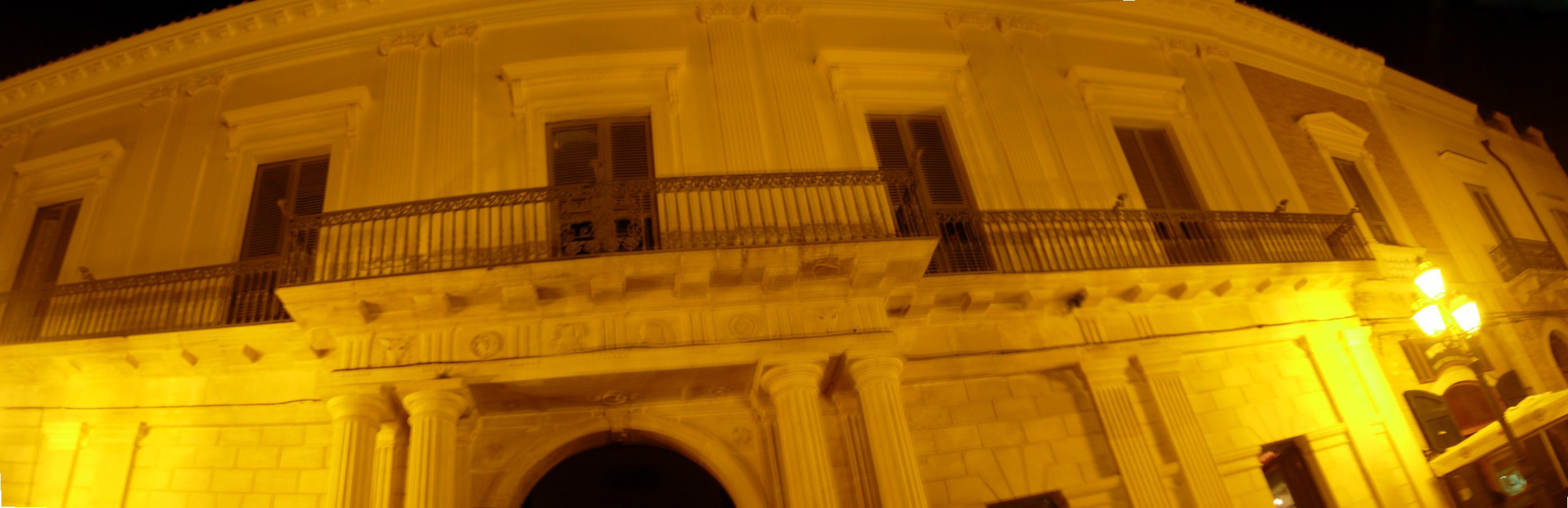
Palazzo Cavalli

#### Palazzi storici
Il centro storico di Lucera è ricco di palazzi, costruiti soprattutto nei secoli XVII e XVIII come dimore private delle famiglie benestanti della città; gli stili architettonici rappresentati nel centro cittadino sono molti, dal neogotico, al barocco all'eclettico sino al liberty e al razionalismo del dopoguerra. Interi quartieri sono composti da palazzi nobiliari, come nel rione San Giacomo o in Piazza della Repubblica, dove il tessuto urbano e i palazzi ricorda la Lucera dell'ottocento. La storia degli edifici civili lucerini si estende fino ai giorni nostri, comprendendo le numerose architetture moderne caratterizzanti le zone di più innovativa concezione del territorio cittadino.
Fra i palazzi pubblici, si ricorda:

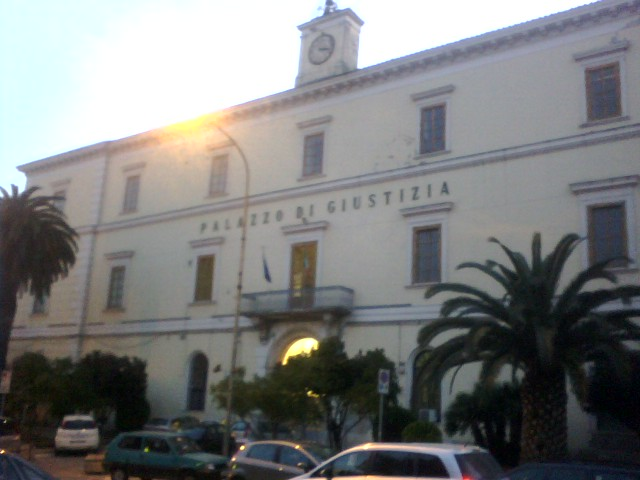
Palazzo di Giustizia

- Palazzo di Giustizia, edificato nel Settecento con materiale provenienti dal diruto Palatium Federiciano, è sito in Piazza Tribunali.

Fra le dimore private, si ricordano:
- Palazzo Mozzagrugno, esempio di stile neoclassico, restaurato nel 1831, oggi sede del municipio e del Teatro Garibaldi, si trova in corso Garibaldi ed è affiancato da via Mozzagrugno che culmina in una piccola piazzetta, dove sorge la casa della serva di Dio Rosa Lamparelli;
- Palazzo De Nicastri-Cavalli, oggi sede del Museo di archeologia urbana Giuseppe Fiorelli, si trova in via De Nicastri;
- Palazzo De Troia, oggi sede degli uffici dell'anagrafe, si trova in piazza Nocelli;
- Palazzo Vescovile, sede della Diocesi di Lucera-Troia, abitazione de vescovo e sede del Museo diocesano di Lucera; si trova in piazza Duomo.
- Palazzo Cavalli, esempio di stile neoclassico, oggi abitazione privata, si trova in piazza Duomo.
- Palazzo Curato, sito in piazza san Giacomo.
- Palazzo Ramamondi, sito in piazza san Giacomo.
- Palazzo Gifuni
- Palazzo Lombardo
- Palazzo Nocelli
- Palazzo Candida

Fra le altre strutture abitative, si ricordano:
- Casa Natale di San Francesco Antonio Fasani, casolare sito di via Torretta.
- Casetta merlata, sita in Vico Valletta.

### Architetture militari

#### Mura e porte della città
Fin dai tempi romani, Lucera era cinta di solide mura (di cui oggi restano solo alcuni tratti nei pressi del cimitero comunale) con l'apertura di quattro porte di accesso (Porta Ecana, Porta Albana, Porta Sacra e Porta Arga), più volte ricostruite nel corso dei secoli. Per difendere la città, Roberto d'Angiò, denominato il saggio, su richiesta degli abitanti cinse la città con nuove solide mura e cinque porte: Porta Troia a sud, Porta Sant'Antonio Abate a nord-ovest, Porta San Severo a nord, Porta San Giacomo ad est e Porta Foggia a sud-est). L'opera deperì col passare del tempo, fino a quando gli avanzi furono completamente rimossi dall'Amministrazione municipale a partire dal 1853.
Le porte sono: 

#### Porta Troia

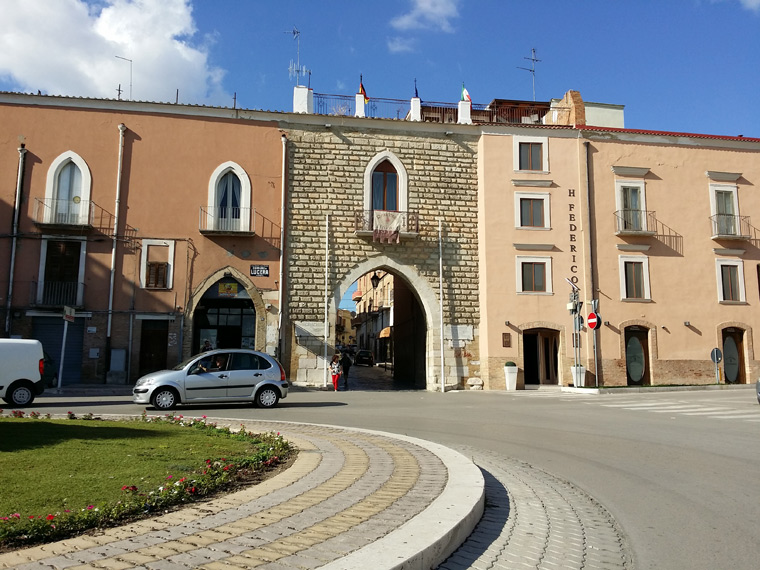
Porta Troia

È la prima porta delle mura, ancora esistente, e si trova all'inizio di corso Manfredi. Essa, ai tempi dei romani, era chiamata porta Ecana, e segnava l'ingresso nella città, provenendo da Aecae, lo snodo della via appia-traiana. Successivamente alla rifondazione della città ecana con la denominazione attuale di Troia, anche la porta cambia il proprio nome. Oggi segna l'entrata del "rione alle Mura" ed è l'accesso sud al centro storico, in corrispondenza della stazione ferroviaria. Si tratta dell'unico arco di epoca angioina, risalente agli ultimi anni di regno di Roberto d'Angiò, che si affaccia su Piazza del Popolo. La porta medievale è simile a quella contemporanea di Porta Napoli eretta a Sulmona, con l'arco a sesto acuto e la facciata a grosse bugne rettangolari.

#### Porta Sant'Antonio Abate
Costruita nel medioevo, la porta Sant'Antonio Abate prende questo nome poiché si trovava proprio vicino alla Chiesa di Sant'Antonio abate e segnava l'entrata nord-ovest nel centro storico, lungo via Federico II, verso il colle Belvedere, dove attualmente sorge la Villa comunale. Si ritiene che al tempo dei romani, la porta si aprisse fra il colle Albano e il colle Belvedere, secondo la mappa disegnata da Rocco del Preite a fine '600, e alcuni storici la denominarono Porta Albana. Con gli angioini l'area della fortezza venne separata dalla città, forse con l'arretramento delle mura e l'apertura di una nuova porta, che prenderà successivamente il nome di Porta Sant'Antonio Abate. Venne abbattuta nel 1860.

#### Porta San Severo
Costruita nell'attuale piazza Martiri di via Fani e in prossimità di Piazza delle Terme Romane, la porta San Severo prende questo nome poiché segnava l'entrata nord nel centro storico, collegando Lucera alla vicina città di San Severo. In alcune fonti si ritrova anche come Porta Casalis Novi (dalla denominazione di un centro nei pressi di San Severo). Venne abbattuta nel 1860.

#### Porta San Giacomo
La porta San Giacomo si apriva in un punto imprecisato delle mura, segnando l'entrata est nel centro storico in direzione dell'antico casale di San Giacomo sito extra moenia.

#### Porta Foggia
È la seconda porta delle mura, ancora esistente, e si trova all'inizio di corso Garibaldi. Costruita nel medioevo, la porta Foggia prende questo nome poiché segnava l'entrata sud-est nel centro storico, collegando Lucera alla vicina città di Foggia. Si ritiene che al tempo dei romani, la porta si aprisse più a sud, verosimilmente all'altezza dell'incrocio di Viale delle Porte Antiche con Viale Giovanni Paolo II, e si chiamava porta Arga, secondo la mappa disegnata da Rocco del Preite a fine '600, poiché collegava Lucera alla vicina città di Arpi. Oggi segna l'entrata del "rione san Giovanni" ed è l'accesso sud al centro storico, affacciandosi su Piazza di Vagno. Si tratta della ricostruzione ottocentesca della porta medievale.

#### Porta Croce
La porta di Croce si apriva all'inizio di via IV Novembre, verso colle Albano, segnando l'entrata ovest nel centro storico in direzione della Piana dei Puledri, oggi quartiere di Porta Croce. Venne abbattuta nel 1860.

#### Fortezza svevo-angioina
L'architettura militare più imponente è la fortezza svevo-angioina, risalente al XIII secolo, di età federiciana (per quanto riguarda il Palatium) e età angioina (per la cinta muraria e il suo interno). Ad oggi l'intera area costituisce zona archeologica. Sono infatti visibili tracce di epoche diverse: capanne neolitiche, ruderi del periodo romano, paleocristiano, svevo e angioino.

### Siti archeologici
La presenza di siti archeologici che raccontano la Lucera romana è di grande rilievo, soprattutto considerando la varietà dei resti che sono venuti alla luce nel corso dei secoli.
I bronzetti antropomorfi e zoomorfi, rinvenuti nel 1800 sulla collina della fortezza, sono pertinenti a un carrello cultuale, attribuibile a un contesto funerario che ha restituito altri elementi del corredo, databile VII secolo a.C. I corredi delle tombe a grotticella scoperte vicino alla fortezza, provano la forte ellenizzazione del centro. L’area urbana della colonia latina venne definita con la costruzione della cinta muraria in blocchi di arenaria. La stipe votiva rinvenuta sul colle del Belvedere, ricca di ex voto e frammenti fittili di decorazione architettonica e frontonale, si riferisce a un santuario urbano, identificabile con quello di Atena Iliàs noto dalle fonti, impiantato dopo la fondazione coloniale su un luogo di culto daunio degli inizi del IV sec. a.C.

#### Anfiteatro Romano Augusteo

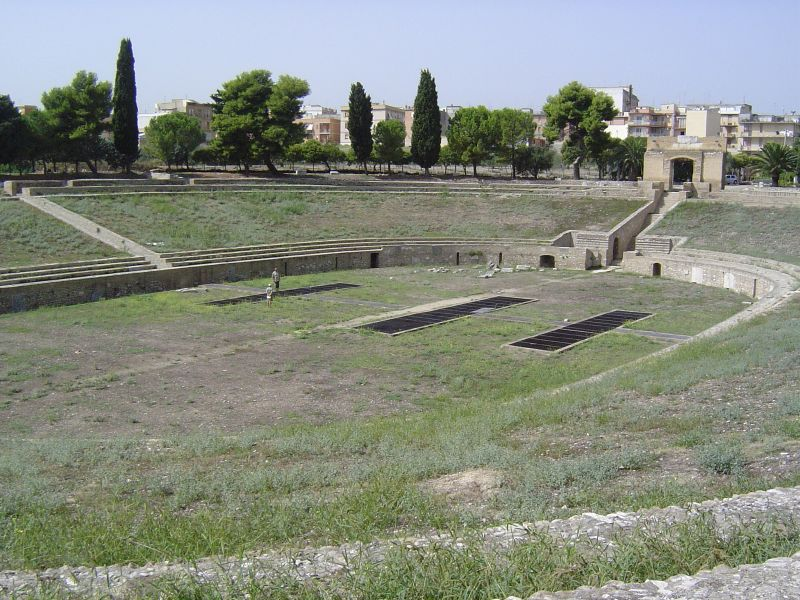
L'arena dell'anfiteatro romano di Lucera

L'anfiteatro è un monumento di epoca romana situato nella periferia est della città. Risale all'età augustea ed è fra i più antichi dell'Italia meridionale. Per le sue notevoli dimensioni, risulta essere la più importante testimonianza romana di tutta la Puglia, nonché più antico del Colosseo di Roma (Anfiteatro Flavio). Fu realizzato per un pubblico numeroso, con una capienza tra i 16.000 e i 18.000 spettatori.
Il sito archeologico del periodo medievale è la fortezza svevo-angioina, al cui interno sono visibili tracce di epoche diverse: capanne neolitiche, ruderi del periodo romano, paleocristiano, svevo e angioino.

### Altro

#### Parchi
- Villa Comunale, sorge su colle Belvedere, circondata dall'omonimo boschetto.

#### Piazze maggiori
Sono diverse le piazze di Lucera che hanno rilevanza storica, architettonica, sociale o commerciale.
Tra le più celebri piazze del centro storico, vi sono:
- Piazza del Duomo: cuore della città dove sorge la cattedrale, il palazzo Vescovile e i palazzi nobiliari Cavalli e Nocelli, nonché il complesso di sant'Anna;
- Piazza Tribunali: chiamata dai lucerini familiarmente piazza San Francesco, in cui sorge la basilica santuario di San Francesco Antonio Fasan, il palazzo di Giustizia, la Casa Circondariale e palazzo Darco;
- Piazza Nocelli: anticamera di piazza del Duomo, per chi proviene dal suo lato est, in essa si affaccia Palazzo De Troia e il laterale di Piazza Nocelli;
- Piazza della Repubblica: antica piazza Mercato, ora zona pedonale;
- Piazza del Carmine: in essa si erge la barocca chiesa del Carmine ed una villetta con la fontana;
- Piazza San Giacomo: in essa si erge la chiesa di san Giacomo e i palazzi nobiliari Ramamondi e Curato;
- Piazza Santa Caterina: in essa si erge il convento di Santa Caterina e la chiesa di San Gaetano;
- Piazza Lecce: adiacente a Piazza Santa Caterina, si ricorda per il suo pozzo monumentale;
- Borgo San Matteo: luogo del mercato ortofrutticolo giornaliero, si apre nei pressi del luogo in cui sorgeva Porta San Severo;
- Piazza delle Terme Romane: in essa sorge l'ex chiesa di San Matteo e i resti romani delle terme romane;
- Piazza Salandra: è la piazza che costeggia l'abside della Cattedrale;
- Piazza San Leonardo: in essa si erge la chiesa di San Leonardo e il palazzo Nocelli-Cavalli;
- Piazza Bruno: in essa si erge l'omonimo palazzo;
- Piazza Guglielmo Oberdan: in esso si erge il palazzo d'Auria-Secondo.

Dove si aprono e dove si aprivano le porte cittadine, sorgono altrettante piazza: 
- Piazza del Popolo (Porta Troia);
- Piazza Giacomo Matteotti (porta Sant'Antonio Abate);
- Piazza Martiri di Via Fani (Porta San Severo);
- Piazza di Vagno (Porta Foggia).

## Società

### Evoluzione demografica
Abitanti censiti

### Etnie e minoranze straniere
Al 31 dicembre 2019 gli stranieri residenti a Lucera con regolare permesso di soggiorno (dati ISTAT) assommavano a 1 272, pari al 3,45% della popolazione comunale. Le dieci nazionalità più rappresentate al 31 dicembre 2019 erano:
1. Romania, 393
2. Albania, 131
3. Marocco, 124
4. Nigeria, 114
5. Bulgaria, 64
6. Polonia, 63
7. Cina, 46
8. Ghana, 33
9. Ucraina, 25
10. India, 23

### Tradizioni e folclore

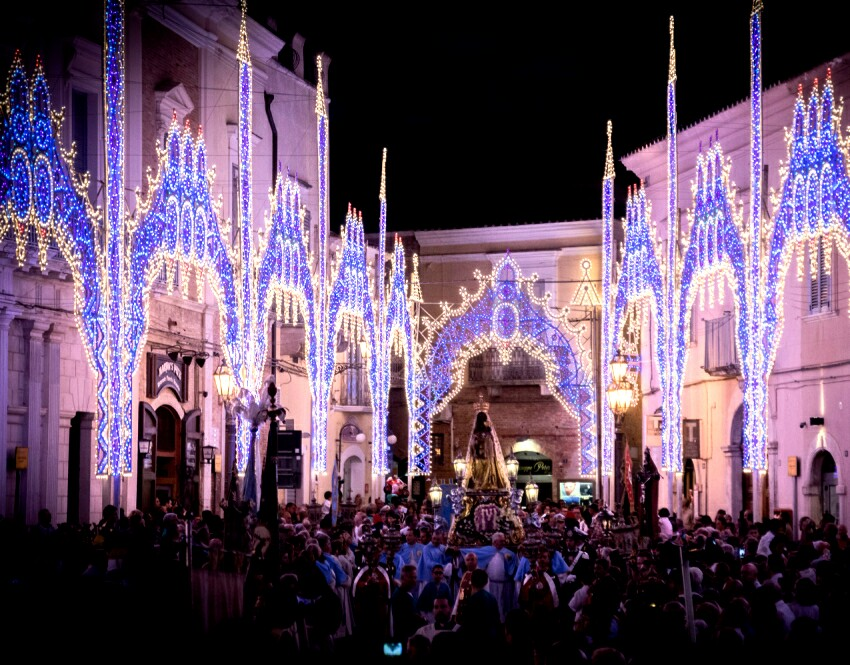
Piazza del Duomo al rientro della processione del 16 agosto

La festa di Santa Maria Patrona, in dialetto lucerino i fist d'agust, è la festa patronale in onore della patrona principale della città e della diocesi di Lucera-Troia, che si svolge annualmente il 14-15-16 agosto. I festeggiamenti si ricollegano alla ripresa del culto della Vergine dopo la conquista della città e la distruzione della colonia saracena a opera degli angioini nel 1300.
Con l'inizio della Quaresima, la città di Lucera viene riempita di numerose bambole di pezza, le Quarantane. Le cosiddette “Vedove del Carnevale” sono vestite di stracci neri con la faccia bianca funerea e l'arancia con le sette penne, di cui sei nere che simboleggiano le domeniche di penitenza e una sola bianca che simboleggia la Santa Pasqua. Vengono arse in un falò il lunedì di Pasquetta. Vari i riti della Settimana Santa, tra cui la tradizione dei “Sepolcri”, ovvero la visita agli altari della deposizione praticata la sera del Giovedì santo dai fedeli che affollano le vie del centro storico che collegano la Chiesa del Carmine, il Santuario di san Francesco Antonio Fasani e la Cattedrale dell'Assunta. La sera del Venerdì Santo si assiste alla secolare processione dal Santuario di san Francesco Antonio Fasani: vi prendono parte le parrocchie, le confraternite e il clero, seguiti dalle tre venerate statue del Crocifisso, del Cristo morto e dell'Addolorata; al rientro, in Piazza Tribunali, la lettura della Passione di Cristo fa da cornice al movimento delle statue. Nella tarda mattinata della Domenica di Pasqua, dalla chiesa di Sant'Antonio Abate si snoda la silenziosa processione di Gesù Risorto.

### Lingue e dialetti
()

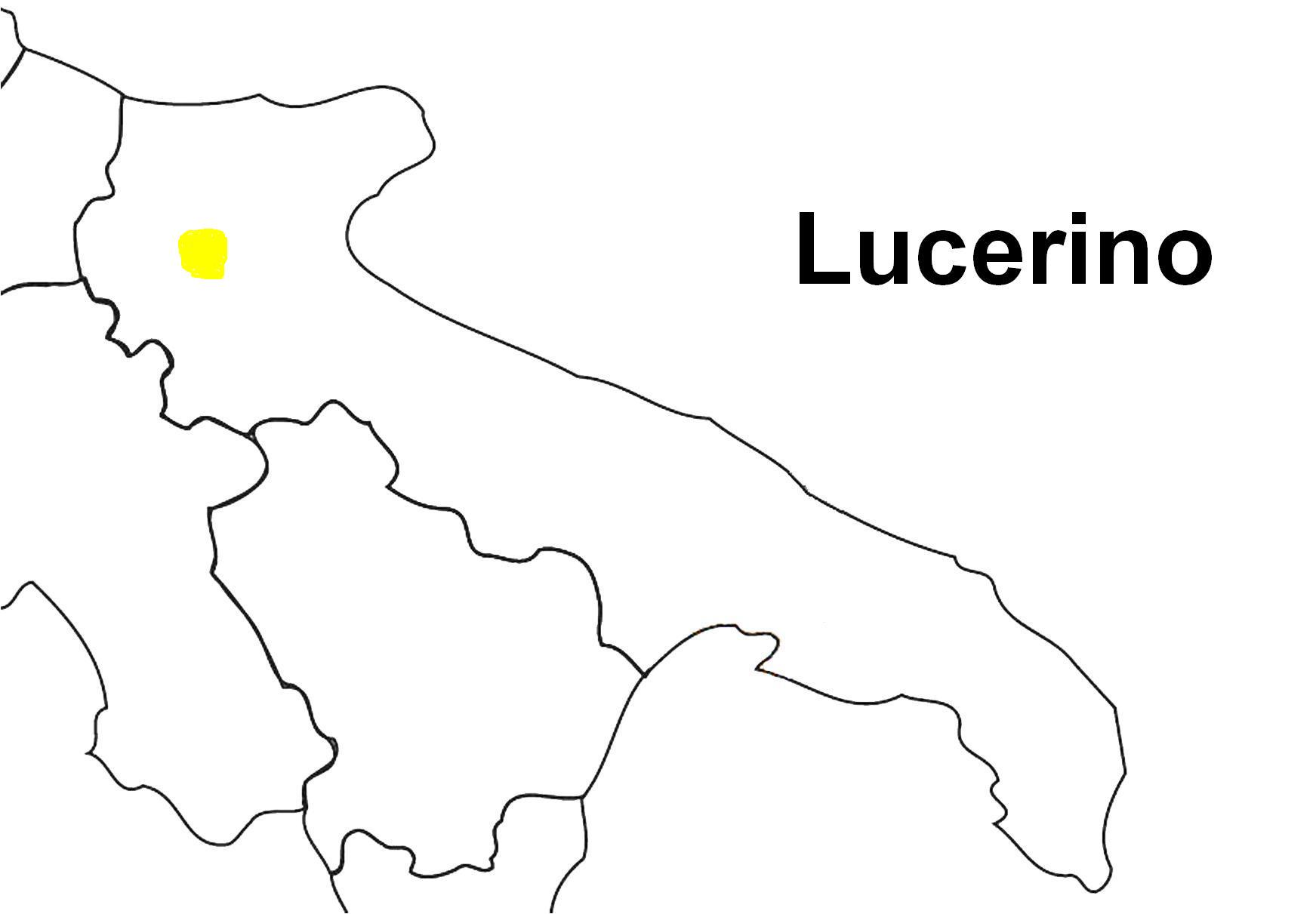
Dove è parlato il lucerino

Il dialetto lucerino, parlato nella città di Lucera e in alcune frazioni limitrofe, è classificato tra i dialetti pugliesi settentrionali che appartengono al gruppo dei dialetti italiani meridionali. Di probabile derivazione greco-latina, ha affinità con l'arabo, il francese, lo spagnolo e il tedesco.
È una variante di lingua napoletana; si differenzia dal dialetto foggiano e dagli altri parlati del Tavoliere, dal dialetto garganico e dai dialetto apulo-barese, con i quali presenta delle affinità.

### Religione
La città è sede della diocesi di Lucera-Troia, che comprende 19 comuni. La diocesi, suffraganea dell'arcidiocesi di Foggia-Bovino, nacque nel 1986 dall'unificazione delle diocesi di Troia e Lucera, entrambe di antica origine.
Papa Giovanni Paolo II la visitò il 25 maggio 1987, per venerare il corpo di San Francesco Antonio Fasani, da lui canonizzato l'anno precedente, e per rendere omaggio all'icona angioina di Santa Maria, definendola "città della luce e della voce".

## Cultura
Lucera è stata tra le 10 città finaliste candidate al titolo di Capitale italiana della Cultura 2026. Inoltre, la regione Puglia le ha attribuito il titolo di Capitale della cultura di Puglia 2025.

### Istruzione

#### Biblioteche
- Biblioteca Comunale “Ruggero Bonghi” con sede presso l'ex Convento del SS. Salvatore in Piazza Beato Giovanni Vici da Stroncone.
- Biblioteca Diocesana con sede presso il Seminario Vescovile in via Blanch.
- Archivio Comunale, con sede presso il Palazzo Mozzagrugno in Corso Garibaldi.
- Archivio di Stato di Lucera con sede in Piazzetta Mario Follieri.
- Archivio Notarile Distrettuale con sede in Via San Domenico.
- Biblioteca del Centro regionale servizi educativi e culturali (CRSEC) con sede in Viale Raffaello.

#### Scuole
Hanno sede a Lucera numerose scuole di ogni ordine e grado, di cui 16 dell'infanzia, 8 primarie e 3 secondarie di primo grado; le scuole secondarie di secondo grado si dividono in 5 licei (1 artistico, 1 classico, 1 scientifico, 1 linguistico, 1 delle scienze umane), 2 istituti tecnici (1 a indirizzo economico e 1 a indirizzo tecnologico), 2 istituti professionali (dell'industria e dell'artigianato).

### Università
Già sede universitaria di chirurgia, diritto e procedure penali, Lucera col passare dei secoli perse tutte le cattedre. Dal 2001 al 2008 è stata sede distaccata dell'Università degli Studi di Foggia.

### Musei

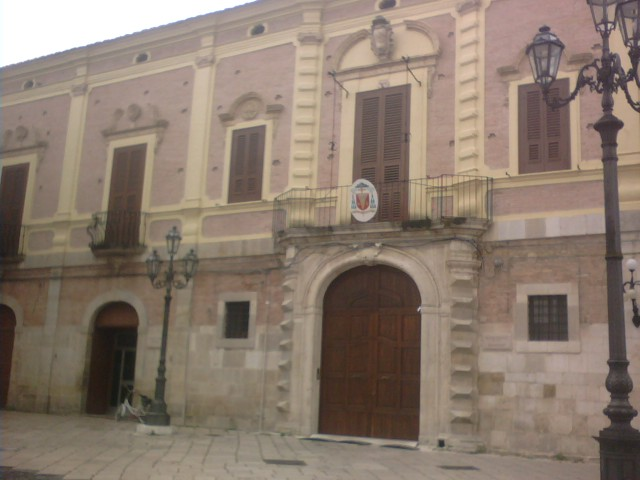
Palazzo Vescovile (XVIII secolo), sede del Museo Diocesano

- Museo di archeologia urbana "Giuseppe Fiorelli" (MAU) si trova all'interno di Palazzo de Nicastri-Cavalli, nel centro della città. Fondato e inaugurato nel 1905 come primo museo civico della Capitanata[69], custodisce reperti che vanno dalla Preistoria al Medioevo[70].
- Museo diocesano di Lucera ha sede nel Palazzo Vescovile, in piazza Duomo, ed è stato inaugurato nel 1999.
- Pinacoteca Comunale, allestita all'interno dell'ex convento del SS. Salvatore.[45]
- Polo museale, inaugurato nel 2018 e realizzato nell'orto dell'ex convento del Santissimo Salvatore. Espone i mosaici paleocristiani rinvenuti a Borgo San Giusto, pavimento della chiesa A del complesso di V secolo, ritrovati durante i lavori per la realizzazione dell'omonima diga e successivamente portati alla luce durante quattro campagne di scavo svoltesi tra il 1995 e il 1999.

### Teatro

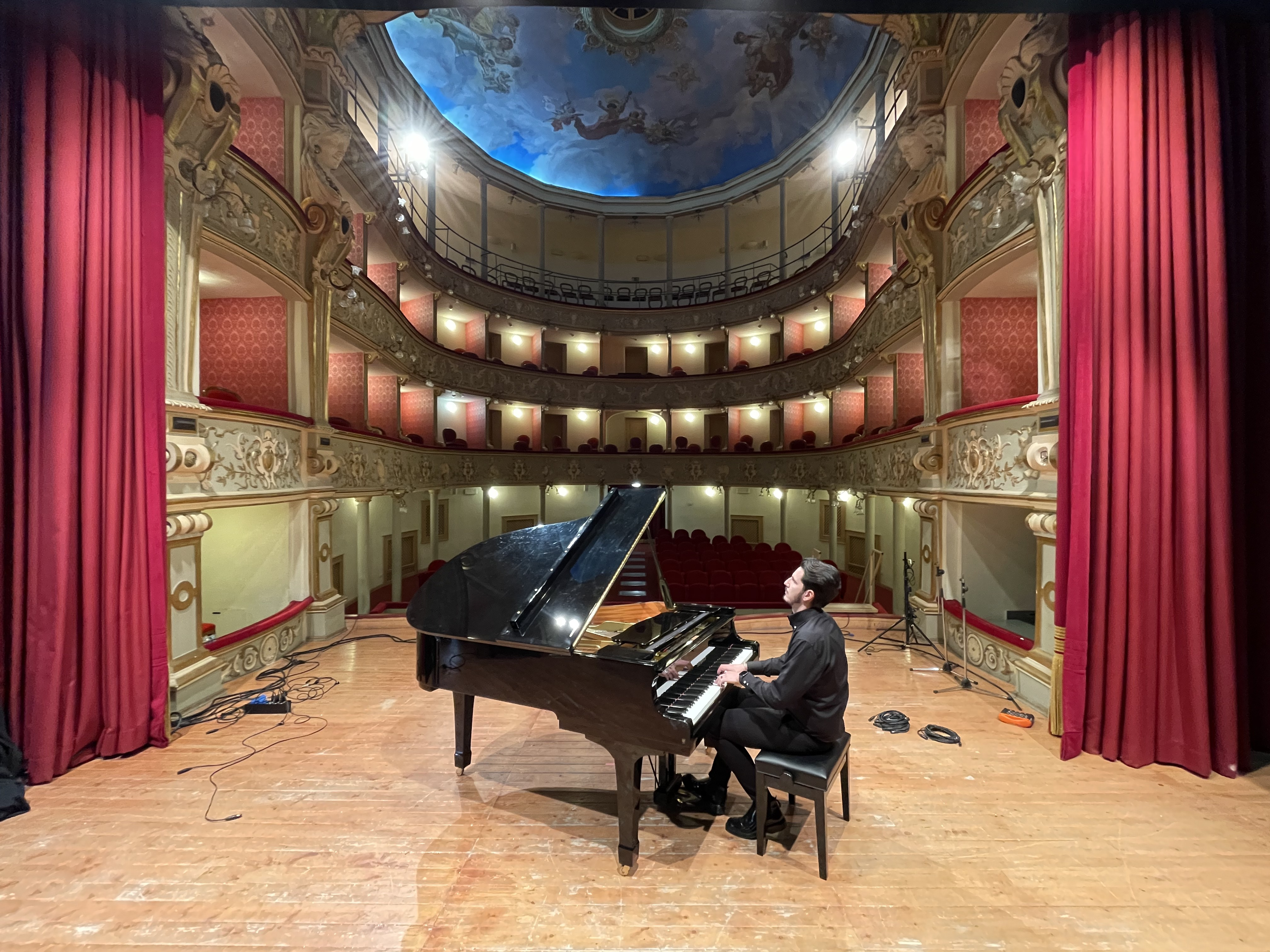
Teatro Garibaldi

- Teatro Giuseppe Garibaldi, principale teatro della città.
- Cinema teatro dell'Opera, inaugurato nel 1959 con una capienza di oltre 600 posti[71].

### Cinema
Lucera è stata scelta come location di vari set cinematografici. Nel 1923 fu girato il film Maria ...vieni a Marcello. Nel 1976 fu la volta de Il soldato di ventura di Pasquale Festa Campanile, con Bud Spencer, Enzo Cannavale e Oreste Lionello. Segue nel 1987
il film di Massimo Troisi, Le vie del Signore sono finite, con protagonista lo stesso Troisi, con Marco Messeri e Enzo Cannavale, vincitore di un Nastro d'argento per la miglior sceneggiatura. Qualche anno dopo, nel 1990, proprio all'interno della fortezza svevo-angioina sono girate le prime sequenze de La sposa di San Paolo, film storico dedicato al tarantismo diretto da Gabriella Rosaleva e prodotto da Fulvio Wetzl. Negli Anni Duemila, diverse sono state le produzioni cinematografiche al lavoro in città: Il procuratore (2000), Ti voglio bene Eugenio (2001), Il diario di un prete (2002), Come il vento film del 2013 di Marco Simon Puccioni, con Valeria Golino, Filippo Timi e Enrico Silvestrin, ispirato ad una storia vera ed incentrato sulla vita di Armida Miserere. Le più recenti riprese sono quelle del film La cornice (2017) con Lorenzo Flaherty e Maria Grazia Cucinotta, e In viaggio con Adele (2018) di Alessandro Capitani, con Alessandro Haber, Sara Serraiocco e Isabella Ferrari. Vari anche i cortometraggi girati a Lucera, tra i quali Un "corto" per un grande prodigio (2014), per la regia di Daniele Costantini, con l'attrice lucerina Francesca Di Maggio sulla vita di San Francesco Antonio Fasani, e Sadiq (2020), un cortometraggio storico sulla storia di Lucera, scritto e diretto da Andrea Vellonio e Agostino Di Cio.

### Cucina
La cucina cittadina in generale si basa sui tre prodotti agricoli principali della regione cioè il grano, l'olio e il vino. È arricchita anche da ortaggi e frutta, abbondanti nell'agricoltura locale, e dalla produzione del pane e delle paste alimentari casalinghe: orecchiette, cavatelli, lasagne, troccoli e fusilli (ossia maccheroni arrotolati).
Con la pasta fatta in casa si preparano anche panzerotti ripieni di ricotta, pomodoro, mozzarella o salsiccia piccante, pettole, pizze rustiche, focacce, taralli e gli scagliozzi, ossia fette di polenta fritta, preparate e vendute per le strade della città.
Condimenti sovrani sono l'olio d'oliva e l'aglio. Ottime sono le minestre di verdure e quelle a base di pane (pancotto), ceci, fave con cicorie, cavoli, sedani e finocchi che compaiono in tavola anche da soli con olio e aceto.
I piatti di carne sono per lo più a base di agnello, maiale (capocolli e salsicce varie, soprattutto condite con peperoncino), coniglio e cacciagione.
Come in molte parti del Mediterraneo, il vino accompagna i pasti lucerini. La tipica bevanda alcolica è il Cacc'e Mmitte, un vino DOC (denominazione attribuita nel 1975) la cui produzione è consentita nella zona compresa tra le pendici del Subappennino dauno e l'alto Tavoliere, nei territori dei comuni di Lucera, Biccari e Troia.

#### Primi piatti
Il primo piatto tipico sono i Cicatelli, accompagnate da verdure spontanee, in particolare con la rucola che cresce all'interno delle mura della fortezza svevo-angioina.
Altri primi piatti:
- Orecchiette al ragù di carne; condite da un sugo di involtini: un piatto tipico dei pranzi domenicali lucerini[88].
- Troccoli al ragù[89];

#### Secondi piatti
I secondi piatti della tradizione lucerina sono:
- Fagiolini con patate e pomodoro, tipico piatto della cucina estiva lucerina,  proposto come contorno o come piatto unico, può essere abbinato anche alla pasta[90]
- Anguilla arrosto, è destinata tipicamente al consumo natalizio, generalmente preparata arrosto per gli esemplari più grandi, in umido, o anche fritta per gli esemplari più piccoli. Gli avanzi vengono di solito riciclati il giorno successivo dopo averli marinati in aceto aromatizzato con origano, alloro, aglio e pepe. Al di fuori della tradizione natalizia si preferisce la preparazione alla brace che, permettendo la colatura del grasso in eccesso, garantisce una digeribilità più elevata[91]
- Brasciole, involtini di carne di dimensioni medio-grandi (10–15 cm), preparati con fettine di cavallo (o di vitello, contravvenendo alla ricetta tradizionale) ripiene di lardo e pecorino. È un piatto tipico del pranzo domenicale, tradizionalmente associate ai pezzetti di cavallo al sugo e alla classica pasta fatta in casa (orecchiette e maccheroni)[87]
- Torcinello, formato da budella d'agnello ripiene di animelle d'agnello. Solitamente, si consuma cotto sui carboni, ma a volte viene mangiato anche al ragù[92]
- Baccalà, cucinato in bianco o col pomodoro, variante pastellato e fritto uno dei pezzi del tradizionale fritto misto[93].

#### Dolci
I dolci tipici sono:

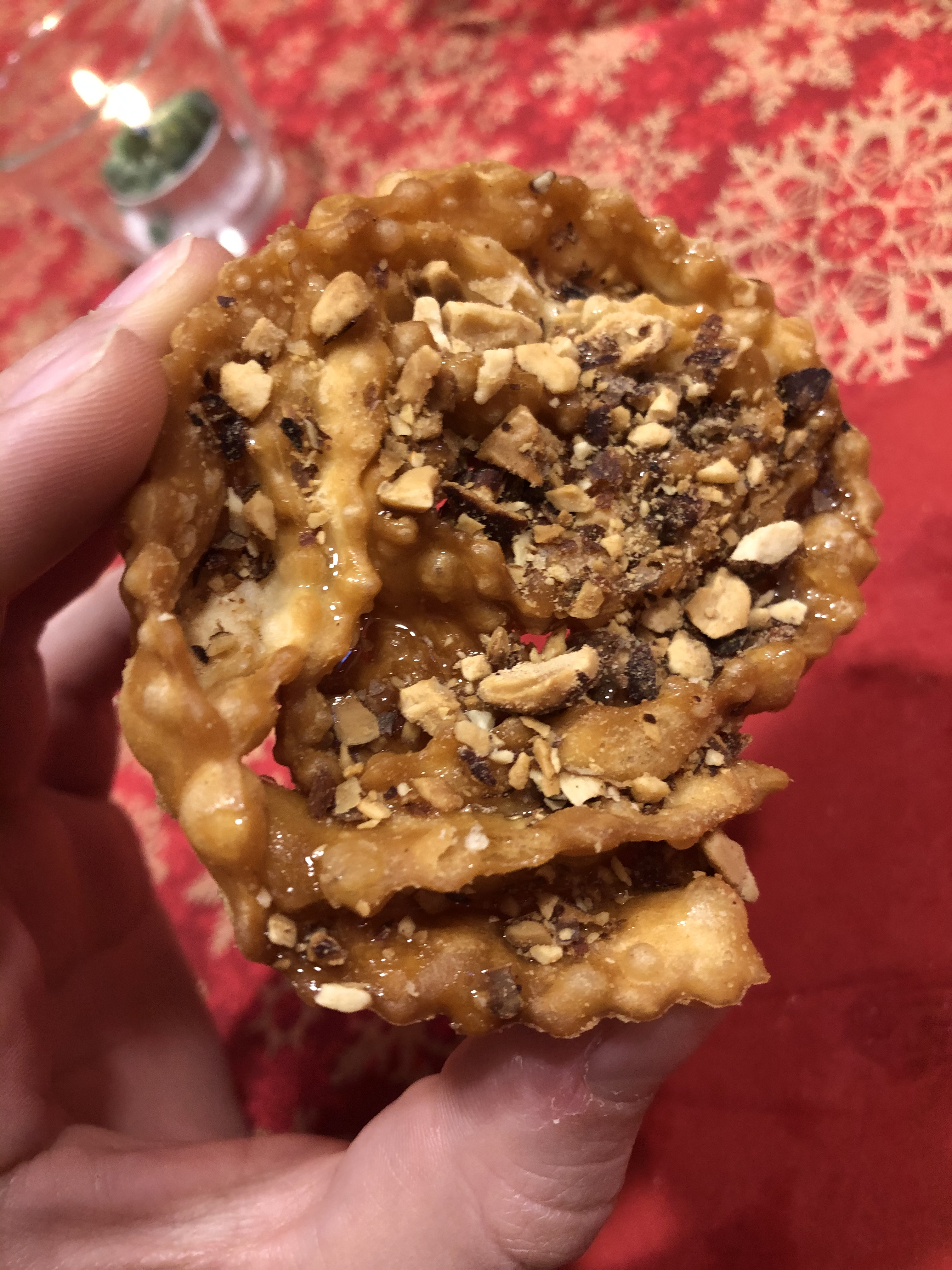
Le Crustole, dolce tipico natalizio

- i Chiacchiere (dolce fritto con zucchero a velo), periodo carnevale[87];
- a Farrate (pizza farrata), periodo feste pasquali[94];
- u Pizze Palumme (ciambellone ricoperto di glassa al limone), periodo feste pasquali[95];
- i Cicce Cutte (grano tenero e chicchi di melagrana con mosto cotto, cioccolato fondente e noci), periodo inizio novembre, in concomitanza della commemorazione dei defunti[96];
- i Crùstele (pastafrolla fritta con miele bianco o mosto cotto a forma di corona), periodo feste natalizie[94];
- i Ménel atterrat (mandorle tostate e poi passate nel cioccolato fondente), periodo feste natalizie[95];
- i Pupurate (dolce speziati al cioccolato e mosto cotto, solitamente di forma romboidale), periodo feste natalizie[87];
- Taralli al vino bianco, periodo tutto l'anno[97].

### Eventi

#### Corteo storico e Torneo delle chiavi
Il corteo storico di Lucera con il “Torneo delle chiavi” è una manifestazione storico-folkloristica che si tiene a Lucera dal 1983 nell'agosto di ogni anno, e che si ispira liberamente alle vicende storiche del periodo di Carlo II d'Angiò e della fondazione della Civitas Sanctae Mariae sulle rovine della Luceria Sarracenorum. Oltre duecento personaggi in costumi dell'epoca attraversano la città per rievocare l'eccidio dei Saraceni ad opera di Pipino da Barletta.

#### Altre manifestazioni
- Festival della letteratura mediterranea, organizzato dall'Associazione Culturale “Mediterraneo è Cultura” sotto l'alto patronato del Presidente della Repubblica, si svolge nel mese di settembre. La manifestazione è ambientata nelle piazze del centro storico e nei cortili dei palazzi nobiliari della città. L'evento consiste in incontri con scrittori molto noti del panorama letterario del bacino mediterraneo[101].

## Geografia antropica

### Urbanistica
L'urbanistica di Lucera riflette la sua storia millenaria, con un impianto che combina elementi di epoca romana, medievale e moderna. Il centro storico si sviluppa attorno alla Fortezza Svevo-Angioina, uno dei simboli più importanti della città, situata su un’altura che domina il territorio circostante. Le strade interne della città antica sono strette e tortuose, caratteristiche tipiche dell’impianto medievale, con edifici di grande valore storico e artistico, tra cui la Basilica cattedrale di Santa Maria Assunta, costruita nel XIV secolo sui resti di una moschea.
L’influenza romana è ancora visibile nell’impostazione urbanistica, con la presenza di resti archeologici come l’anfiteatro romano, uno dei più grandi del sud Italia, situato nella periferia orientale. Durante il periodo svevo e angioino, la città si consolidò come un importante centro fortificato, con la costruzione di mura difensive e di edifici pubblici.
L’espansione urbana avvenuta tra il XIX e il XX secolo ha portato alla nascita di nuovi quartieri fuori dalle antiche mura, caratterizzati da una maglia viaria più regolare e da edifici residenziali a più piani. L’urbanizzazione moderna si è sviluppata soprattutto lungo le principali vie di comunicazione che collegano Lucera a Foggia e agli altri centri della provincia, favorendo la crescita economica e demografica della città.
Le aree periferiche e le campagne circostanti presentano una struttura più dispersa, con numerose masserie e insediamenti agricoli, testimonianza della storica vocazione rurale del territorio.

### Suddivisioni amministrative

#### Quartieri
La città è suddivisa in cinque macro aree chiamate "zone": Zona nord, Zona sud, Zona ovest, Zona est e Zona centro.
| Quartieri                                                                                          | Zona        |
| -------------------------------------------------------------------------------------------------- | ----------- |
| Cappuccini - Ospedale - Porta San Severo - San Matteo - Santa Lucia - Terme Romane - Torretta      | Zona nord   |
| 167 CEP - Ferrovia - Mura - Pezza del Lago - Porta Troja                                           | Zona sud    |
| Porta Croce - San Francesco                                                                        | Zona ovest  |
| Anfiteatro - Lucera Due - Lucera Tre - Porta Foggia - San Giacomo - San Giovanni - Santa Caterina  | Zona est    |
| Carmine - Carpentieri - Cassella - Convitto - Duomo - Piazza Mercato - San Domenico - San Leonardo | Zona centro |

#### Frazioni
Il comune è suddiviso in 3 frazioni, qui di seguito elencate;
- Borgo San Giusto
- Palmori
- Villaggio Don Bosco

## Infrastrutture e trasporti

### Strade

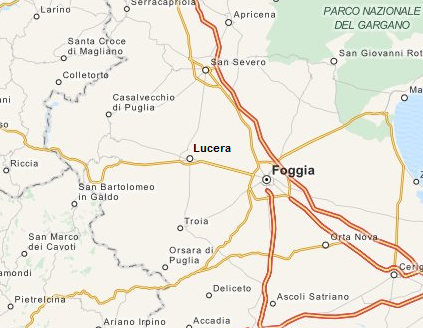
Mappa che raffigura la posizione geografica di Lucera

La città è servita dalla Strada statale 692, già nuova strada ANAS 2 Tangenziale Ovest di Lucera (NSA 2), il cui percorso si snoda nel territorio comunale. Rappresenta una variante al passaggio per il centro abitato di Lucera per tutto il traffico proveniente dal Molise (ovest) e diretto nella zona di San Severo e del Gargano (nord), e viceversa.
Per Lucera passano inoltre diverse strade statali e provinciali:
- Steada statale 160, San Severo - Lucera; La strada ha inizio a San Severo da dove esce in direzione sud, incrociando la strada statale 16 Adriatica.
- Strada statale 17 dell'Appennino Abruzzese ed Appulo-Sannitico, Antrodoco - Foggia; Oltrepassa il lago di Occhito, dove si raccorda con il percorso del Tratturo Lucera-Castel di Sangro, ed entra nella Puglia attraverso i Monti della Daunia, passa poi lungo il Tavoliere fino a Foggia.
- Strada provinciale 130 (SP130), Lucera - Alberona;
- Strada provinciale 116 (SP116), Lucera - Monte Calvello.

### Ferrovie
Le due principali stazioni ferroviarie sono:
- Lucera Centrale (stazione viaggiatori in superficie, di testa): è la stazione ferroviaria principale, capolinea della linea Foggia-Lucera, a servizio dell'omonima città. Situata in via Montello[102], alla periferia della città, la stazione è diventata inoltre nodo di interscambio per i collegamenti con il versante settentrionale dei monti Dauni.[102]
- Stazione di Lucera-Palasport (scalo di smistamento, passante)

Oltre alle stazioni più importanti, è presente nel territorio comunale anche la stazione di Lucera Don Bosco, usata principalmente come scalo di smistamento, passante.

### Aeroporti

#### Lucera Airfield

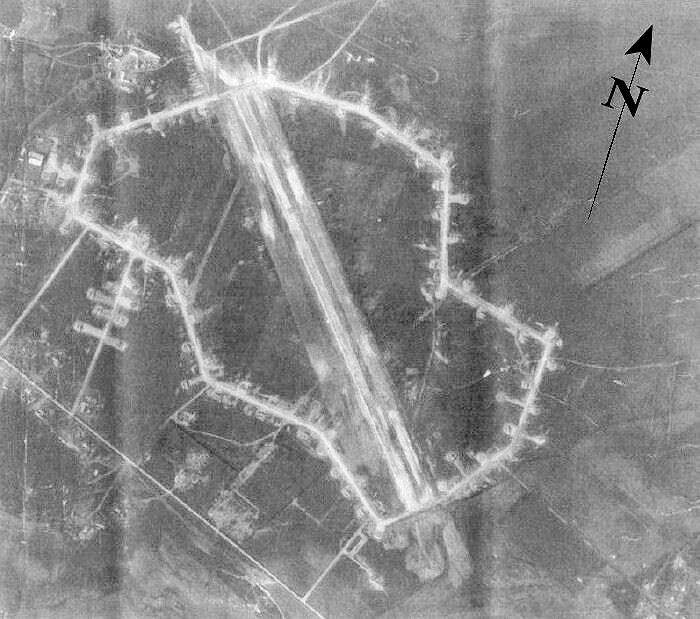
Il Lucera Airfield ripreso dall'alto durante la guerra

Costruito alla fine del 1943 dagli americani, situato a circa 13 km a nord-ovest di Foggia, con una pista di volo, una torre di controllo in acciaio, strutture per il personale e per il ricovero degli apparecchi.
L’aeroporto diventò operativo dal febbraio del 1944 e da esso prendevano il volo i Boeing B-17 Flying Fortress, conosciuti anche come Fortezze volanti, aerei quadrimotore della classe dei bombardieri pesanti. 
Dall'aeroporto durante il conflitto mondiale partirono missioni d’appoggio alle forze impegnate ad Anzio e Cassino, azioni di appoggio all’esercito russo impegnato nei Balcani e successivamente le unità stanziate a Lucera supportarono l’avanzata degli alleati nella pianura padana con bombardamenti strategici su vie di comunicazione e centri di comando tedeschi.
Negli ultimi mesi di attività la base aerea lucerina ospitò i North American P-51 Mustang, del 332º Gruppo Caccia denominato "Tuskegee Airmen", una squadriglia di volo composta integralmente da piloti afroamericani.

### Mobilità urbana
Il trasporto pubblico urbano di Lucera si basa principalmente sul trasporto su gomma, con una rete di autobus urbani e extraurbani che collega i vari quartieri della città e i comuni limitrofi. Il servizio di trasporto è gestito da aziende private che operano su concessione comunale e provinciale, garantendo collegamenti con altri centri della provincia e della regione.

### Piste ciclabili e bike sharing
La rete ciclabile di Lucera, in fase di sviluppo, conta su alcune piste ciclabili nelle aree periferiche e lungo alcune arterie di collegamento.

## Amministrazione
| Periodo           | Periodo          | Primo cittadino        | Partito                     | Carica      | Note    |
| ----------------- | ---------------- | ---------------------- | --------------------------- | ----------- | ------- |
| 1944              | 1946             | Giovanni Amicarelli    |                             | Sindaco     | [ 106 ] |
| 1946              | 1947             | Libero Giulio Follieri |                             | Sindaco     | [ 106 ] |
| 1947              | 1948             | Giovanni Amicarelli    |                             | Sindaco     | [ 106 ] |
| 1948              | 1952             | Paolo Spina            |                             | Sindaco     | [ 106 ] |
| 1952              | 1952             | Francesco Capano       |                             | Comm. pref. | [ 106 ] |
| 1952              | 1956             | Mario Ferrone          |                             | Sindaco     | [ 106 ] |
| 1956              | 1961             | Giuseppe Papa          |                             | Sindaco     | [ 106 ] |
| 1961              | 1962             | Biagio Di Giovine      |                             | Sindaco     | [ 106 ] |
| 1962              | 1963             | Emanuele Loperfido     |                             | Comm. pref. | [ 106 ] |
| 1963              | 1968             | Giuseppe Papa          |                             | Sindaco     | [ 106 ] |
| 1968              | 1977             | Vincenzo Scarano       |                             | Sindaco     | [ 106 ] |
| 1977              | 1978             | Natale D'Agostino      |                             | Comm. pref. | [ 106 ] |
| 1978              | 1979             | Mario Carrescia        |                             | Sindaco     | [ 106 ] |
| 1979              | 1983             | Biagio Di Giovine      |                             | Sindaco     | [ 106 ] |
| 1983              | 1984             | Domenico Albano        |                             | Sindaco     | [ 106 ] |
| 1984              | 1985             | Michele Pepe           |                             | Sindaco     | [ 106 ] |
| 1985              | 1988             | Vincenzo di Siena      |                             | Sindaco     | [ 106 ] |
| 1988              | 9 giugno 1992    | Giuseppe Melillo       | Democrazia Cristiana        | Sindaco     | [ 106 ] |
| 11 settembre 1992 | 28 marzo 1993    | Salvatore Tropea       |                             | Comm. pref. | [ 106 ] |
| 28 marzo 1993     | 31 marzo 1994    | Antonio Di Matto       | Partito Socialista Italiano | Sindaco     | [ 106 ] |
| 20 giugno 1994    | 5 dicembre 1994  | Agostino Ricucci       |                             | Comm. pref. | [ 106 ] |
| 31 dicembre 1994  | 30 novembre 1998 | Domenico Bonghi        | Rifondazione Comunista      | Sindaco     | [ 106 ] |
| 30 novembre 1998  | 29 ottobre 2001  | Domenico Bonghi        | Sinistra                    | Sindaco     | [ 106 ] |
| 29 novembre 2001  | 11 giugno 2002   | Vincenzo Madonna       |                             | Comm. pref. | [ 106 ] |
| 11 giugno 2002    | 11 giugno 2007   | Giuseppe Labbate       | centro destra               | Sindaco     | [ 106 ] |
| 11 giugno 2007    | 17 ottobre 2008  | Vincenzo Morlacco      | lista civica                | Sindaco     | [ 106 ] |
| 7 novembre 2008   | 8 giugno 2009    | Michele Di Bari        |                             | Comm. pref. | [ 106 ] |
| 8 giugno 2009     | 27 giugno 2014   | Pasquale Dotoli        | centro destra               | Sindaco     | [ 106 ] |
| 27 giugno 2014    | 13 giugno 2019   | Antonio Tutolo         | lista civica: Lista Tutolo  | Sindaco     | [ 106 ] |
| 13 giugno 2019    | 26 luglio 2020   | Antonio Tutolo         | lista civica: Lista Tutolo  | Sindaco     | [ 106 ] |
| 26 luglio 2020    | 5 ottobre 2020   | Ernesto Liguori        |                             | Comm. pref. | [ 106 ] |
| 5 ottobre 2020    | in carica        | Giuseppe Pitta         | lista civica: Lista Tutolo  | Sindaco     | [ 106 ] |

### Gemellaggi
- Jesi, dal 1970[107]
- San Cipirello, dal 10 aprile 1988[107][108]

- Traù, dal 23 luglio 2012[109][110][111]

## Sport

### Calcio
Nel comune ha sede la società di calcio Unione Sportiva Lucera Calcio, fondata nel 1928 militante nel campionato di Promozione Pugliese. I colori della squadra, che gioca allo stadio comunale di Lucera, richiamano quelli del comune, il bianco e l'azzurro.

### Ciclismo
Lucera ha ospitato il Giro di Puglia ed è stata sede di partenza o arrivo del Giro d'Italia in diverse occasioni:
- nel 2001 (21 maggio), fu sede di arrivo della 2ª tappa proveniente da Fossacesia vinta da Danilo Hondo, il giorno seguente Lucera fu la partenza della 3ª tappa verso Potenza;
- nel 2010 (19 maggio) fu sede di partenza dell'11ª tappa diretta a L'Aquila, intitolata Tappa del Cuore per il suo arrivo nella città colpita dal terremoto del 6 aprile 2009.[112][113]

### Pallacanestro
La principale squadra di pallacanestro del comune è la Sveva Pallacanestro Lucera, militante nel campionato di Serie B

### Pallavolo
La principale squadra di pallavolo del comune è la A.s.d. Volleyball Lucera, militante nel campionato di serie C.

### Impianti sportivi
- Stadio Comunale, ristrutturato nel 2017;
- Palasport Comunale;
- Tensostruttura “Mauro Abate”;
- Tiro a segno nazionale Lucera;
- Piscina Sport 2000;
- Campo da Padel;[114]
- Pista di pattinaggio su ghiaccio permanente.[114]